# Jean-Baptiste Biot
Pour les articles homonymes, voir Biot.
Jean-Baptiste Biot (21 avril 1774 à Paris - 3 février 1862 à Paris 5e) est un physicien, astronome et mathématicien français, pionnier de l'utilisation de la lumière polarisée pour l'étude des solutions.

## Biographie

### Origine familiale et formation
Le père de Jean-Baptiste Biot, Joseph Biot, était originaire d'un village de Lorraine, près de Bourbonne-les-Bains. Issu d'une famille de cultivateurs, il était employé à la trésorerie. Jean-Baptiste Biot fait des études secondaires (humanités) à Paris au collège Louis-le-Grand jusqu'en 1791. Il reçoit ensuite des leçons particulières de mathématiques d'Antoine-René Mauduit. Son père l'envoie ensuite au Havre se former au commerce auprès d'un négociant. Afin d'échapper à cette condition, Biot s'engage à 18 ans (septembre 1792) comme canonnier volontaire au 9e bataillon de la Seine-Inférieure ; il participe notamment à la bataille de Hondschoote. Atteint d'un plica au genou, il est hospitalisé, puis rentre à Paris en septembre 1793. Il commence des études d'ingénieur à l'École des ponts et chaussées en janvier 1794, puis rejoint l'École centrale des travaux publics (future École polytechnique) à son ouverture en décembre 1794 au Palais Bourbon. Il y est notamment chef de brigade. Un an plus tard (octobre 1795), il rejoint à nouveau l'École des ponts et chaussées pour terminer sa formation d'ingénieur.

### Carrière académique
C'est vers l'enseignement que Biot oriente sa carrière après ses études d'ingénieur. Il devient professeur de mathématiques à l'École centrale du département de l'Oise à Beauvais en mars 1797, poste qu'il occupe durant 4 ans, et publie le contenu de ses leçons destinées aux candidats à l’École polytechnique en 1802 (Essai de géométrie analytique : appliquée aux courbes et aux surfaces du second ordre). Grâce à l'appui de Laplace, il est nommé en novembre 1800, âgé de 26 ans, professeur de physique mathématique au Collège de France, succédant à Jacques Antoine Joseph Cousin, démissionnaire. Il enseigne à l'Athénée de Paris de 1803 à 1806. Nommé premier titulaire de la chaire d'astronomie de la faculté des sciences de Paris le 18 avril 1809, il devient docteur ès sciences par collation le 5 août de la même année. Il est entre 1816 et 1826 chargé de la moitié du cours de physique pour l'acoustique, le magnétisme et l'optique, Gay-Lussac, titulaire de la chaire de physique, enseignant la chaleur, les gaz, l'hygrométrie, l'électricité et le galvanisme. Il est rappelé aux fonctions de professeur d'astronomie en mars 1826 et c'est Claude Pouillet qui reprend ses enseignements pour le cours de physique. Il est doyen de la Faculté des sciences de Paris à partir de 1840, succédant à Louis Jacques Thénard. Il est mis à la retraite comme professeur de la faculté des sciences en 1849 et y est nommé professeur honoraire.

### Missions scientifiques

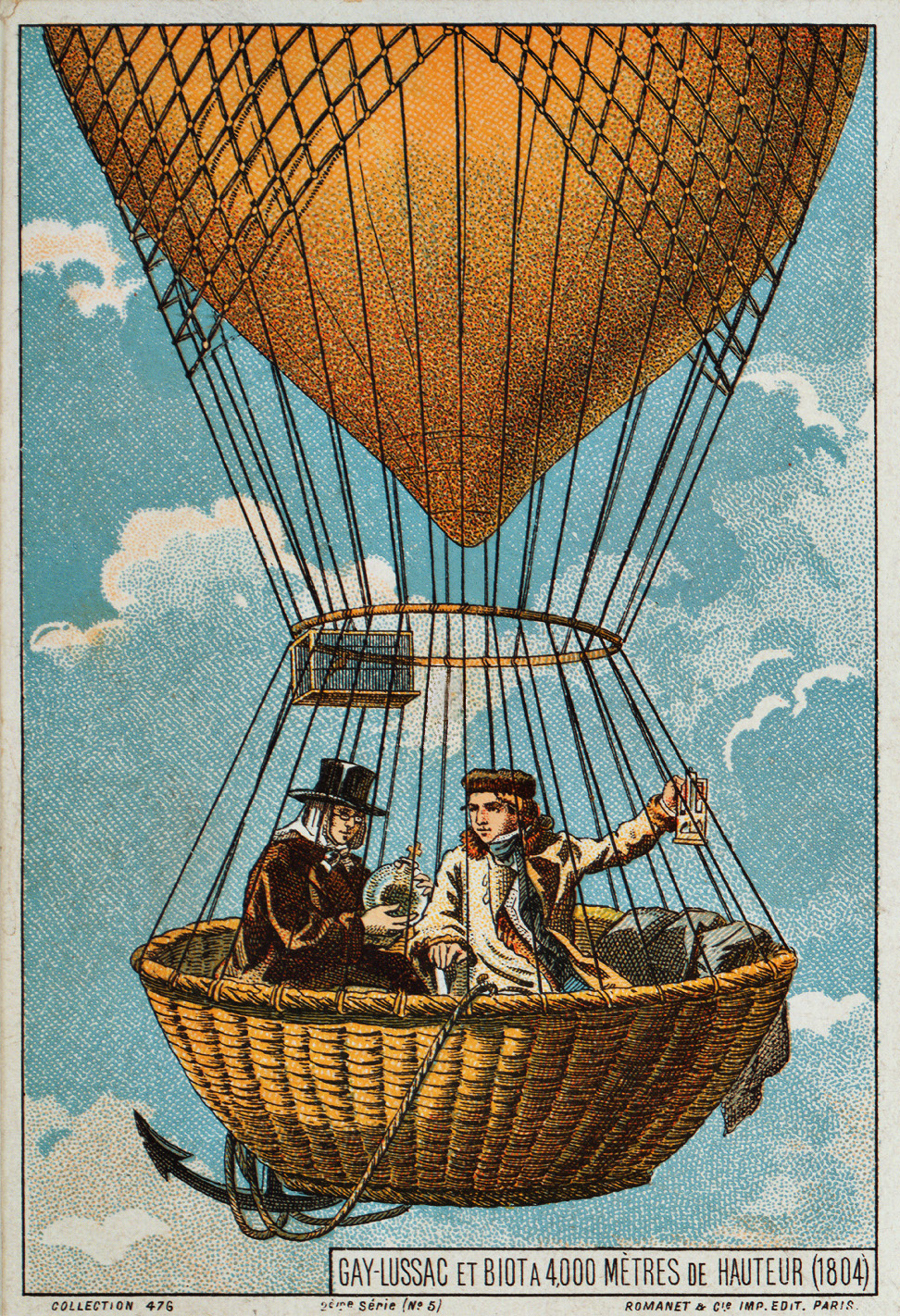
Gay-Lussac et Biot à 4000 m de hauteur en 1804. Chromolithographie du XIXe siècle.

Biot est chargé de plusieurs missions scientifiques, en particulier en tant qu'astronome-adjoint (1806) puis titulaire (1825) du Bureau des longitudes. En juin 1803, à la demande du ministre de l'Intérieur Chaptal, il se rend à L'Aigle (Orne), où une météorite était tombée le 26 avril 1803, et fait un rapport considéré comme la première preuve de l'origine non terrestre des météorites. Il fait, à la demande de l'Institut de France, en 1804 une périlleuse ascension aérostatique avec Gay-Lussac, à l'altitude de 13 000 pieds (environ 4 000 mètres), afin d'étudier les caractéristiques magnétiques, électriques et chimiques de l'atmosphère. En août 1806 il est chargé par le Bureau des longitudes, conjointement avec Arago, secrétaire du Bureau, de continuer la mesure d'un arc de méridien en France et en Espagne commencée par Pierre Méchain. En août 1808 il est chargé par le Bureau, conjointement avec Claude-Louis Mathieu, de déterminer la longueur du pendule à Bordeaux. Une mission similaire lui est confiée en 1817 pour la mesure du pendule en Écosse et aux Îles Shetland, puis en Illyrie et aux Îles Baléares en 1824-25. En 1817, il est envoyé avec Arago à Dunkerque pour déterminer la latitude, concurremment avec une commission anglaise.

### Décorations
Il est nommé chevalier de la Légion d'honneur par Louis XVIII en 1814, puis par Napoléon en 1815, puis officier en 1823 et commandeur en 1849, ainsi que chevalier de l'ordre de Saint-Michel en 1821 et chevalier de l'ordre prussien Pour le Mérite dans les sciences et les arts en 1850.
Il est lauréat de la médaille Rumford en 1840.

### Comités, conseils et jurys
Biot est examinateur d'admission à l'École polytechnique de septembre 1799 à 1806. Il est ensuite membre du conseil de perfectionnement de l'École polytechnique de 1817 à 1821, inspecteur des études des écoles royales militaires de Saint-Cyr et de la Flèche de 1821 à 1830, membre du jury central de l'exposition des produits de l'industrie en 1823, membre du jury pour l'admission des élèves aux écoles polytechnique et de Saint-Cyr en 1825, et est nommé membre du Conseil académique en juin 1840.

### Sociétés savantes
Biot est nommé membre correspondant de la Société philomathique de Paris en 1796 et titulaire en 1801, membre associé de la section de géométrie de l'Institut de France (puis Académie des sciences), et membre titulaire le 11 avril 1803. Il est également membre correspondant de l'Académie des sciences, lettres et arts de Turin (1804), membre correspondant de l'Académie des sciences de Lucques (1806), membre correspondant de l'Académie royale des sciences de Munich (1808), membre de la Royal Society (1815), membre de l'Académie royale des sciences de Stockholm (1816), membre honoraire de l'Académie impériale des sciences de Saint-Pétersbourg (1818), membre correspondant de l'Académie des sciences de Naples (1818) ; membre correspondant de l'Académie royale de Lucques (1818) ; membre de la Société philosophique de Cambridge (en) (1820) ; membre de l'Académie royale de Berlin (1820) ; membre de la Société helvétique des sciences naturelles (1820) ; membre honoraire de la Société royale pour l'encouragement des sciences, des lettres et des arts d'Arras (1821) ; membre de l'Académie américaine des arts et sciences de Boston (1822) ; membre étranger de la Société italienne des sciences résidant à Modène (1822) ; membre honoraire de la Société météorologique de Londres (1824) ; membre honoraire de l'Académie des sciences naturelles de Catane (1825) ; membre non résidant de l'Académie des sciences et belles-lettres de Palerme (1827) ; membre étranger de l'Académie de Palerme (1828) ; membre honoraire de l'Académie royale de Messine (1829) ; membre de la Société pour l'avancement des sciences naturelles de Halle (1829) ; membre de la Société royale astronomique de Londres (1832) ; membre de la Société royale des sciences d'Uppsala (1836) ; membre honoraire de la Société littéraire et philosophique de Saint-Andrews, Écosse (1838) ; membre correspondant de la Société littéraire et historique de Québec (1839) ; membre libre de l'Académie des inscriptions et belles-lettres de France (1841) ; membre honoraire de la Société littéraire et philosophique de Manchester (1843) ; membre correspondant de l'Académie royale de Milan (1844) ; membre de la Société académique de l'Oise (1845) ; membre correspondant de l'Académie pontificale des Lincei de Rome (1850) ; membre correspondant de l'Académie des sciences de Bologne (1851) ; membre de l'Académie française (1856) ; membre correspondant de l'Académie des sciences, lettres et arts de Venise (1857) ; membre correspondant de l'Académie royale des sciences, lettres et arts de Modène (1858) ; académicien étranger pour la classe physicomathématique de l'Académie royale des sciences de Turin (1860) ; membre étranger de l'Académie impériale des sciences de Vienne (1860) ; membre correspondant de l'Académie des sciences naturelles de Cherbourg (1861).

### Travaux scientifiques

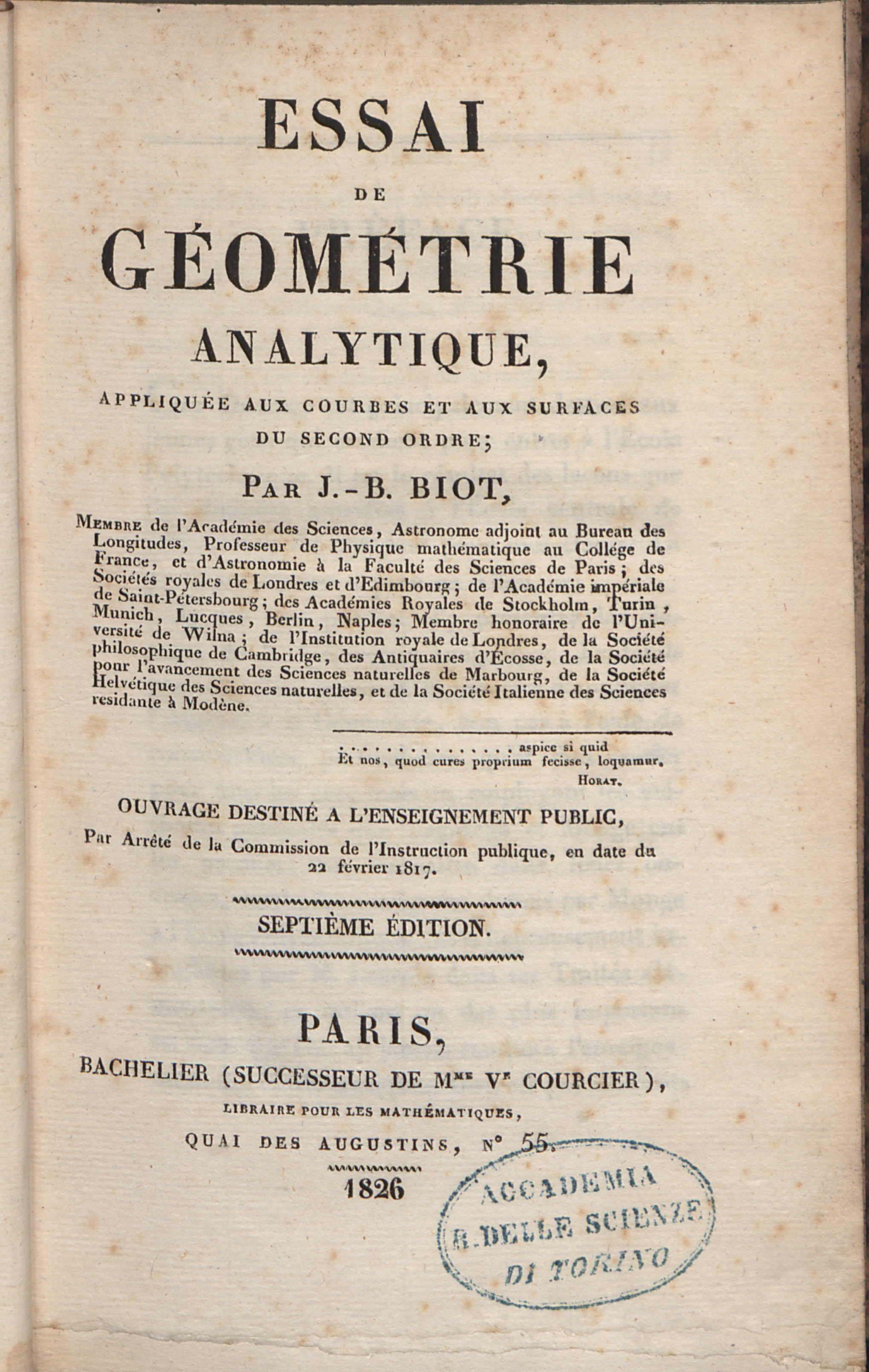
Essai de géométrie analytique, 1826

Biot est notamment connu pour avoir étudié et établi avec Jean-François Persoz les lois de la rotation du plan de polarisation de la lumière traversant une solution liquide. Partant de ces résultats, il utilise le saccharimètre pour déterminer la nature et la quantité de sucres présents dans une solution.
Il a étudié la conduction de la chaleur dans une barre métallique et a envoyé sa communication sur ce sujet à Joseph Fourier en 1804. C'est à partir des travaux de Biot que Fourier a mené ses propres expériences et développé les solutions à l'équation de la chaleur qui ont fait sa renommée. Biot est un des fondateurs de la Thermique. Le nombre de Biot constitue un témoin de ses recherches dans ce domaine.
Biot formule également, avec Félix Savart, la loi de Biot-Savart, qui donne la valeur du champ magnétique produit en un point de l'espace par un courant électrique en fonction de la distance de ce point au conducteur.

### Famille
Marié à Gabrielle Brisson, fille de l'avocat Antoine Brisson et de Marie-Élisabeth Le Caron de Troussures, et sœur de Barnabée Brisson, il est le père de l'ingénieur et sinologue Édouard Biot.

### Hommages
Le minéralogiste allemand Johann Friedrich Ludwig Hausmann lui a dédié une espèce minérale, la biotite, en hommage à son travail sur les lois optiques permettant de classer la famille des micas.
Il existe une rue Biot à Paris dans le 17e arrondissement de Paris.
Il existe une rue Biot à Beauvais, près de la cathédrale.
Une rue Jean-Baptiste Biot se situe également dans la zone industrielle Nord de Perpignan.

## Principaux ouvrages

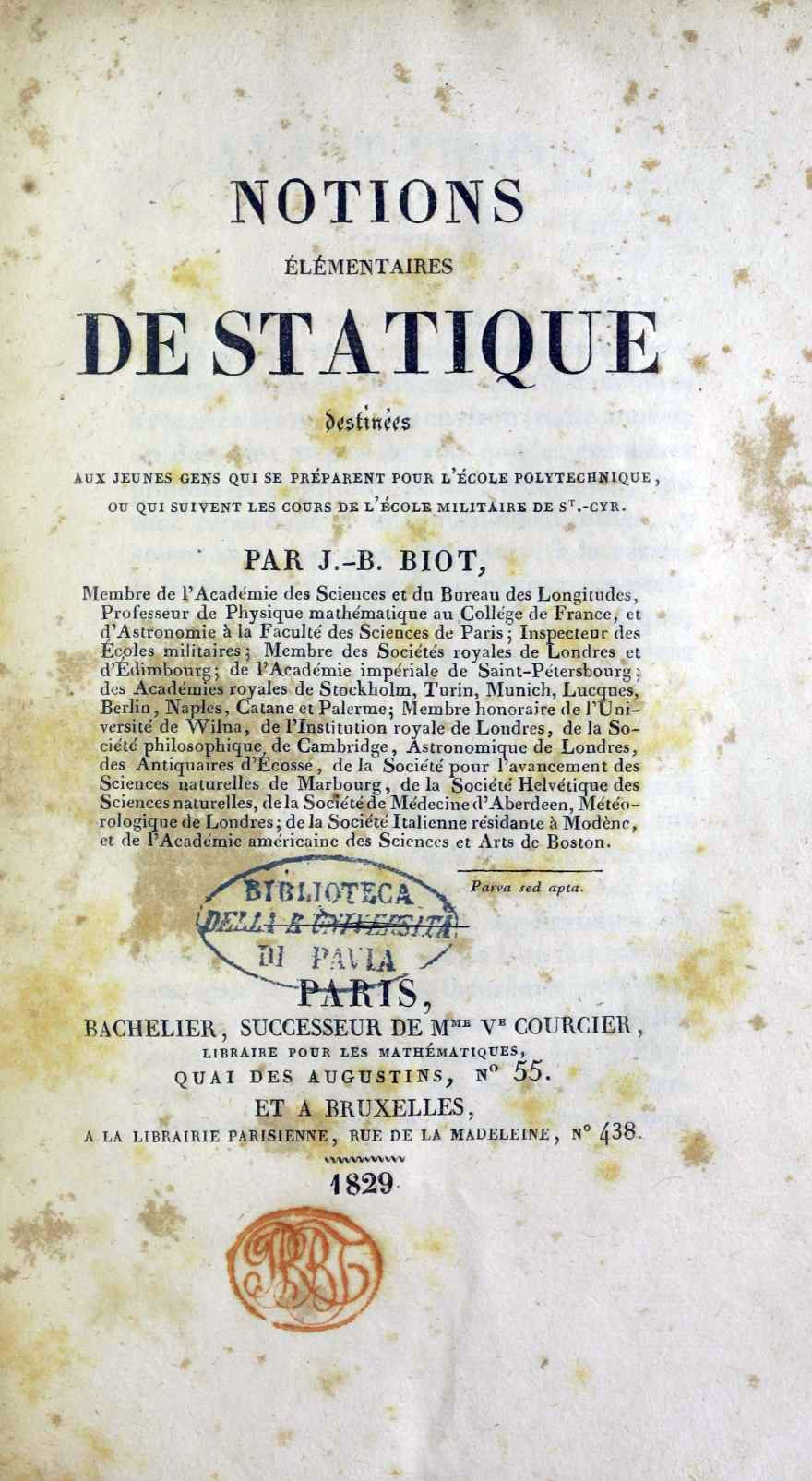
Notions élémentaires de statique, 1829

- Essai sur l'histoire générale des sciences pendant la Révolution française (1795-1803)
- Traité analytique des courbes et des surfaces du second degré (1802)
- Relation d'un voyage fait dans le département de l'Orne pour constater la réalité d'un météore observé à l'Aigle le 6 floréal an II (1803). Sur BibNum
- Mémoire sur les affinités des corps pour la lumière, et particulièrement sur les forces réfringentes des différens gaz, par MM. Biot et Arago (1806)
- Recherches sur les réfractions extraordinaires qui ont lieu près de l'horizon (Garnery, Paris. 1810). Texte disponible en ligne sur LillOnum.
- Traité élémentaire d'astronomie physique — En ligne : partie 1 (1810) ; partie 2 (1811) ; partie 3 (1811) ; Nouvelles éditions (Bachelier, Paris) Textes disponibles en ligne sir LillOnum: Tome 1 (1841) ; Tome 2 (1844) ; Tome 3 (1845) ; Tome 4 (1847) ; Tome 5 (1857).
- Tables barométriques portatives (1811)
- Essai de géométrie analytique, appliqué aux courbes et aux surfaces du second ordre (1805) — En ligne : 5e  éd. (1813)
- Ernst Gottfried Fischer, Physique mécanique, annotations de Biot (1813) — En ligne : 2e  éd.
- Recherches expérimentales et mathématiques sur les mouvemens des molécules de la lumière autour de leur centre de gravité (1814) — En ligne :partie 1
- Traité de physique expérimentale et mathématique (1816)
- Précis élémentaire de physique expérimentale (1817), d'après ses cours de physique à la faculté des sciences de Paris — Texte en ligne sur LillOnum
- Précis élémentaire de physique expérimentale, t. I, 1821, texte en ligne sur LillOnum
- Précis élémentaire de physique expérimentale, t. II, 1821, texte en ligne sur LillOnum
- (avec Arago) Recueil d'observations géodésiques, astronomiques et physiques, exécutées par ordre du Bureau des longitudes de France en Espagne, en France, en Angleterre et en Écosse, pour déterminer la variation de la pesanteur et des degrés terrestres sur le prolongement du méridien de Paris (1821)
- « Discours de M. Biot », dans Funérailles de M. le Marquis de Laplace, p. 7 (1827)
- Recherches sur plusieurs points de l'astronomie égyptienne appliquées aux monumens astronomiques trouvés en Égypte (1823) sur Google Livres — Aussi sur archive.org
- Notions élémentaires de statique (1829)
- (en) Life of sir Isaac Newton, trad. H. C. Elphinstone (1829) — Traduction d'un article de la Biographie universelle
- « Mémoire sur plusieurs points fondamentaux de mécanique chimique », dans Mémoires de l'Académie royale de l'Institut de France [= Mémoires de l'Académie des Sciences], t. 16, 1838, p. 229–396. Sur Gallica
- Mémoire sur la vraie constitution de l'atmosphère terrestre, déduite de l'expérience, avec ses applications à la mesure des hauteurs par les observations barométriques et au calcul des réfractions (1841) — Lu à l'Académie des sciences en 1838
- Mémoire sur le zodiaque circulaire de Dendérah (1844) sur archive.org
- Traité d'astronomie physique (6 volumes, 1850)
- Mélanges scientifiques et littéraires; M. Lévy frères: Paris, France, (1858) — En ligne : t. 1, t. 2
- Études sur l'astronomie indienne et sur l'astronomie chinoise (1862)